# Karen Moras
Karen Moras (n. 6 ianuarie 1954, Sydney, Noul Wales de Sud, Australia) este o înotătoare ce a reprezentat Australia, medaliată olimpică. A participat la 2 ediții ale Jocurilor Olimpice (1968, 1972) în care a câștigat două medalii de bronz.